# Джиро ди Сан-Марино
Джиро ди Сан-Марино (итал. Giro di San Marino) — шоссейная многодневная велогонка, проходившая по территории Сан-Марино с 2005 по 2007 год.

## История
На протяжении всей своей короткой трёхлетней истории гонка проводилась в рамках Женского мирового шоссейного календаря UCI.
Маршрут гонки состоял из пролога протяжённостью 4 км и двух групповых этапов от 85 до 100 км. Старт и финиш каждого из этапов был в одном месте которые располагались в городах Борго-Маджоре, Сан-Марино,
районе Фонте Делль’Ово Мураты и Серравалле где всегда финишировал гонка.
В 2008 году была отменена и больше не проводилась.

## Призёры
| Год  | Победитель          | Второй                | Третий              |
| ---- | ------------------- | --------------------- | ------------------- |
| 2005 | Зинаида Стагурская  | Модеста Вжесняускайте | Светлана Бубненкова |
| 2006 | Светлана Бубненкова | Фабиана Луперини      | Эдита Пучинскайте   |
| 2007 | Марианна Вос        | Эдита Пучинскайте     | Эмбер Небен         |